# Декупаж
Декупаж је уметност украшавања објекта лепљењем обојеног папира на подлогу у комбинацији са специјалним ефектима боја, златних листића и других декоративних елемената. Обично, објекат је мала кутија или делови намештаја који се украшавају исечцима из часописа или салветама или наменски произведеним сликама на посебном декупаж папиру или одштампаним сликама на пиринчаном или обичном обрађеном папиру. Сваки слој је запечаћен са лаковима и резултат изгледа као сликарство или посебна техника рада. Традиционална техника користи чак 30 до 40 слојева лака који се затим обрађују.

## Порекло
Реч декупаж потиче из француског découper, што значи исећи или смањити од нечега. Као порекло декупажа Сматра се Исток Сибира где су овом техником украшаване гробнице. Номадска племена користила су изрезани филц за декорацију гробова својих умрлих. Из Сибира, пракса је дошла у Кину, а од 12. века, исечени папир се користио за декорацију лампиона, прозора, кутија и других објеката. У 17. веку, Италија, посебно Венеција, била је на челу трговине са Далеким истоком и опште мишљење је да су путем ових трговинских веза, украси сечени од папира крчили пут у Европу.

## Флорентински декупаж
Занатлије у Фиренци , Италија, произвели су украсне предмете користећи технику декупаж још од 18. века. Они су израђивали предмете у комбинацији декупажа са другим декоративним техникама већ популарним у Фиренци, као што је гилт са златним листићима и дизајн урезан у дрвету . Ове старије технике су већ користили за производњу предмета као што су намештај, рамови за слике, па чак и обрађена кожа корица књига . Познат као фирентински стил заната, ови предмети су сада веома значајни антиквитети бројних колекционара. Флорентинске занатлије искористиле су декупаж за додавање слика у простор унутар исклесаних позлаћених оквира, или додавањем декупажа на дрвену плакету. Занатлије су користиле налепљене репродукције познатих уметничких дела и скоро увек верске приказе . Флорентински триптиси користе декупаж слике библијских сцена , а распећа су заједнички мотив ових слика . Почетком 20. века, не - Римокатолички туристи су почели да купују радове фирентинских занатлија, и декупаж слике су постале мање религиозне оријентације и више су одражавале слике познатих италијанских уметничких дела у целини.

## Познати поклоници декупажа
Ова врста декорације намештаја имала је своје поклонике и међу познатим људима разних епоха међу којима су Мадам де Помпадур, Марија Антоанета, па и сликари Матис и Пикасо.

## Материјал за декупаж
Материјал за декупаж може бити врло јефтин, импровизован, од обичног лепка за дрво, гипсаних подлога које је лако направити и обичне акрилне боје која се купује у свакој фарбари, до специјалних подлога за рад, специјалних боја и ефеката. Списак је све већи и технике су све напредније и развијеније како протиче време и ова техника се развија.

### Предмет на коме се израђује декупаж
Примери укључују: намештај, албуме за слике , плоче од дрвета , керамике, стакла и разних материјала , дрвене кутије, послужавници, полице, оквири, огледала , итд.

### Слике за декупаж
Оне могу доћи из мноштва извора: новина , часописа , каталога , књига, штампаних папира , украсни папир, честитке , тканине, пелир и пиринчани папир , чипка , папирне салвете итд.

### Прибор за сечење
Маказе, а може да се користи и занатски нож, жилет, скалпел, или се једноставно мотив може цепкати.

### Лепак
Постоје специјални лепкови за декупаж , који се могу наћи у бројним хоби продавницама, а такође се могу користити све врсте различитих лепкова, често разређени са водом.

### Боје
Обично се користе акрилне боје, подлога се најчешће израђује у светлој боји, а могу се користити и друге врсте боја.

### Четкице
Потребно је више врста четкица: четкица за лепак (најбоље је да буде широка и танка), четкица за лак (уколико желите ваш предмет да прелакирате на крају), четкица за боју (ако се одлучите да вашем предмету дате основну боју пре наношења салвете)

### Лак
Како бисте ваш рад заштитили и дали му финални сјај, потребно је све прелакирати одговарајућим лаком. Лак може бити акрилни-декупаж лак, што је најчешће, али и нитро, лак, лак за чамце итд.